# Lyngsjö socken
Lyngsjö socken i Skåne ingick i Gärds härad, ingår sedan 1971 i Kristianstads kommun och motsvarar från 2016 Lyngsjö distrikt.
Socknens areal är 17,00 kvadratkilometer varav 16,72 land. År 1993 fanns här 146 invånare. Tätorten Lyngsjö med sockenkyrkan Lyngsjö kyrka ligger i socknen.

## Administrativ historik
Socknen har medeltida ursprung. 
Vid kommunreformen 1862 övergick socknens ansvar för de kyrkliga frågorna till Lyngsjö församling och för de borgerliga frågorna bildades Lyngsjö landskommun. Landskommunen uppgick 1952 i Everöds landskommun som 1971 uppgick i Kristianstads kommun. Församlingen uppgick 2000 i Everödsbygdens församling som 2014 uppgick i Degeberga-Everöds församling.
1 januari 2016 inrättades distriktet Lyngsjö, med samma omfattning som församlingen hade 1999/2000. 
Socknen har tillhört län, fögderier, tingslag och domsagor enligt vad som beskrivs i artikeln Gärds härad. De indelta soldaterna tillhörde Norra skånska infanteriregementet, Gärds kompani och Skånska dragonregementet, Livskvadron, Majorns kompani.

## Geografi
Lyngsjö socken ligger söder om Kristianstad med Vramsån i norr. Socknen är odlad slättbygd.

## Fornlämningar
Från bronsåldernn finns gravhögar. Från järnåldern finns ett gravfält.

## Namnet
Namnet skrevs 1350 Lyungsö och kommer från kyrkbyn som i sin tur har namnet efter den intilliggande sjön, lyngsjön, 'sjön på ljungmarken'..